# Ca$h – A visszajáró
A Ca$h – A visszajáró (eredeti cím: Cash, stilizált alakja: Ca$h) 2010-es amerikai független bűnügyi thriller Stephen Milburn Anderson rendezésében. A főszerepben Sean Bean és Chris Hemsworth látható. Az Egyesült Királyságban DVD-n mutatták be 2010. március 1.-jén, Amerikában pedig 2010. március 26.-án mutatták be a mozik.

## Rövid történet
Sam és felesége, Leslie találnak egy pénzzel teli bőröndöt. A bőrönd azonban egy bűnözőhöz tartozik, aki rájön, hogy elköltötték a pénzét. Így Sam és Leslie kénytelenek a bűn útjára lépni, hogy kifizessék a tartozásukat.

## Szereplők
- Sean Bean: Pyke Kubic / Reese Kubic
- Chris Hemsworth: Sam Phelan
- Victoria Profeta: Leslie Phelan
- Mike Starr: Melvin Goldberg
- Glenn Plummer: Glen
- Michael Mantell: Mr. Dale
- Antony Thekkek: Bahadurjit Tejeenderpeet Singh
- Tim Kazurinsky: eladó a Chunky Chicken-nél
- Robert C. Goodwin: kocsmáros